# Iker Seguín Cid
Iker Seguín Cid (nascut el 12 de juliol de 1989) és un futbolista basc que juga a la SD Amorebieta. Principalment migcampista per l'esquerra, també pot jugar com a lateral esquerre.

## Carrera
Nascut a Eibar, Guipúscoa, País Basc, Seguín va representar la SD Eibar i la Reial Societat com a juvenil. Va debutar com a sènior amb el filial d'aquest últim el 8 de desembre de 2007, entrant com a substitut a la mitja part en lloc d'Oskitz en un empat 0-0 fora de casa contra el Real Valladolid B a la Segona Divisió B.
L'any 2008, Seguín es va traslladar a l'Athletic Club i va ser destinat inicialment a l'equip de formació de Tercera Divisió. Va ser ascendit a l'equip B per la temporada 2009-10, però hi va jugar escadusserament.
El 25 d'agost de 2010, Seguín va fitxar per la SD Lemona també a la tercera divisió. El 19 de juny de 2012, després del descens del club, va passar a l'equip de la mateixa categoria RCD Espanyol B.
El 8 d'agost de 2013, Seguín va passar a la Real Unión encara a la tercera categoria, després de rescindir el seu contracte amb els Pericos. Va passar a la SD Amorebieta a la mateixa categoria el 10 de juliol de 2015, sent titular i capità habitual, i el seu club va aconseguir el primer ascens a Segona Divisió a la campanya 2020-21.
Seguín va fer el seu debut com a professional als 32 anys el 23 d'agost de 2021, substituint Josu Ozkoidi al final d'una derrota per 0-2 fora de casa contra el CD Mirandés. L'Amorebieta va baixar al final de la temporada, però Seguín va acceptar ampliar el seu contracte per un any més, i va superar la fita de les 200 aparicions amb el club el setembre de 2022.

## Vida personal
El germà petit de Seguín, Aitor, també és futbolista i lateral. També va jugar al Bilbao Athletic.